# Henrik Pedersen (fodboldtræner)
 For alternative betydninger, se Henrik Pedersen. (Se også artikler, som begynder med Henrik Pedersen)
Henrik Pedersen (født 2. januar 1978) er en dansk fodboldtræner, som siden sommeren 2025 har været cheftræner for Sheffield Wednesday. Han har tidligere været træner for bl.a. den tyske klub Eintracht Braunschweig.

## Trænerkarriere
Pedersen arbejdede som ungdomstræner i Holstebro Boldklub, Esbjerg fB og AGF, inden han i 2008 drog til udlandet for at arbejde for Red Bull-koncernens fodboldhold, først som U19 cheftræner i Red Bull Salzburg i Østrig og senere som teknisk direktør og førsteholds træner i Red Bull Ghana. Fra sommeren 2011 var Pedersen global udviklingschef for Red Bull-koncernens 5 fodboldklubber (New York Red Bull, Red Bull Brasilien, Red Bull Ghana, RB Leipzig og Red Bull Salzburg). Pedersen overtog i 2012 U18 holdet som cheftræner efter Ralf Rangnick og Gérard Houllier kom til Red Bull-koncernen.  
I juli 2014 afløste han Per Frandsen som cheftræner for HB Køge. Henrik Pedersen kan blandt andet tilskrives æren for, at HB Køge skrev kontrakt med Bruninho og Kristian Pedersen fra Ringsted - begge spillere som HB Køge efterfølgende solgte med fortjeneste til FC Nordsjælland og 1 FC Union Berlin. Efter halvandet år blev HB Køge og Henrik Pedersen enige om at ophæve samarbejdet i december 2015.
I foråret 2016 var han konsulent (cheftræner) for Vendsyssel FF, hvor han var stærkt medvirkende til at vende holdets negative stime, således at Vendsyssel FF kunne afslutte sæsonen med deres på dette tidspunkt bedste pointhøst nogensinde. 
Henrik Pedersen tiltrådte herefter stillingen som assistenttræner i den tyske 2. Bundesliga-klub 1. FC Union Berlin.  Som assistent for Jens Keller står Pedersen for det fodboldtaktiske,  analyse og udvikling af holdets spillere og tilskrives en stor del af æren for, at FC Union Berlin i sæsonen 16/17 opnåede sin bedste placering nogensinde i form af en 4. plads i 2. Bundesligaen.   Henrik har bl.a. hentet danske Kristian Pedersen til klubben.  På trods af at være det hold i 2. Bundesligaen, der havde opnået hidtil flest point i 2017, og på trods af at Union Berlin lå på fjerdepladsen med blot 5 point op til en direkte oprykningsplads, valgte ledelsen i Union Berlin at afskedige Jens Keller og Henrik Pedersen i december 2017. 
I sæsonen 2018/19 blev Henrik Pedersen træner for den netop nedrykkede tyske 3.divisionsklub Eintracht Braunschweig. Efter skuffende resultater i sæsonen blev Henrik Pedersen fyret den 10. oktober 2018.